# KVV Hamontlo
KVV Hamontlo was een Belgische voetbalclub uit Hamont-Achel. De club was aangesloten bij de KBVB met stamnummer 2923. KVV Hamontlo verdween in 1999 toen die met SK Hamont fusioneerde tot KFC Hamont 99.

## Geschiedenis
De club VV Hamontlo werd opgericht in 1924 in het Hamontse gehucht 't Lo. De club sloot later aan bij de voetbalbond en kreeg daar stamnummer 2923. De clubkleuren waren rood-wit. De club speelde 36 jaar onafgebroken in Eerste Provinciale, maar slaagde er niet op te klimmen de nationale afdelingen. De ploeg speelde thuis in een stadion in de Salvatorstraat, in 1988 werd de accommodatie in de Bevrijdingsstraat in gebruik genomen.
In 1996/97 degradeerde Hamontlo van Tweede naar Derde Provinciale. Ook het seizoen erop ging het verder bergaf en eindigde de club voorlaatste.
In Hamont speelde in de lagere provinciale afdelingen nog een jongere club, SK Hamont, aangesloten bij de voetbalbond met stamnummer 7202. SK Hamont speelde in het Emiel Bekaertstadion en had rood-gele kleuren. In 1999 gingen beide clubs samen. De nieuwe fusieclub ging KFC Hamont 99 heten, ging van start in Derde Provinciale waar Hamontlo had gespeeld. Het stamnummer 2923 van KVV Hamontlo verdween bij de fusie echter definitief. De fusieclub zou in enkele jaren tijd opklimmen tot in de top van Eerste Provinciale.